# Ophiolechia acuta
Ophiolechia acuta är en fjärilsart som beskrevs av Klaus S.O. Sattler 1996. Ophiolechia acuta ingår i släktet Ophiolechia och familjen stävmalar. Inga underarter finns listade i Catalogue of Life.